# Nabd
Nabd är ett arabiskt nyhetssamlarföretag, grundat 2012, med huvudkontor i Dubai och kontor i Förenade Arabemiraten, Kuwait, Saudiarabien, Egypten och Jordanien. Nabd samlar arabiskt innehåll från 1 500 förlag, inklusive lokala förlag i MENA, internationella förlag och TV-kanaler. Nabd är för närvarande tillgänglig som en mobilapplikation på iOS- och Android-enheter och på webben via Nabd.com-portalen. I mars 2022 hävdar företaget att dess plattform har nått över 25 miljoner användare per månad.

## Historia
Nabd grundades 2012 av Abdur-Rahman El-Sayed. Den 23 oktober 2012 släpptes Nabd för iOS-enheter. Den 7 oktober 2013 släpptes Nabd för Android-enheter. I april 2019 lanserade Nabd en livestreamingfunktion som inkluderar lokala och internationella kanaler. I augusti 2019 blev Nabd tillgänglig på webben via Nabd.com-portalen. I juni 2020 rullade Nabd ut en dedikerad videoflödessektion för appen. I maj 2021 lanserade Nabd en sektion för finansmarknadsdata.
Nabd ger användare möjlighet att läsa nyheter och innehåll från 1 500 lokala, regionala och internationella förlag. Det låter användare välja och anpassa nyhetskällor baserat på deras preferenser, intressen och geolokalisering, och få ett personligt nyhetsflöde. Det personliga innehållet inom Nabd faller under olika kategorier som nyheter, sport, ekonomi, teknik, underhållning, hälsa, fordon, livsstil, vetenskap, matlagning och resor.